# خاک‌خسپه
خاک‌خسپه (نام علمی: Ammomanes) نام یک سرده از تیره چکاوک است.

## گونه‌ها
- چکاوک سردم‌سیاه (Ammomanes cinctura)
- چکاوک دم‌حنایی (Ammomanes phoenicura)
- چکاوک سنگلاخ (Ammomanes deserti)
- چکاوک گری (Ammomanes grayi)